# Барвани (княжество)

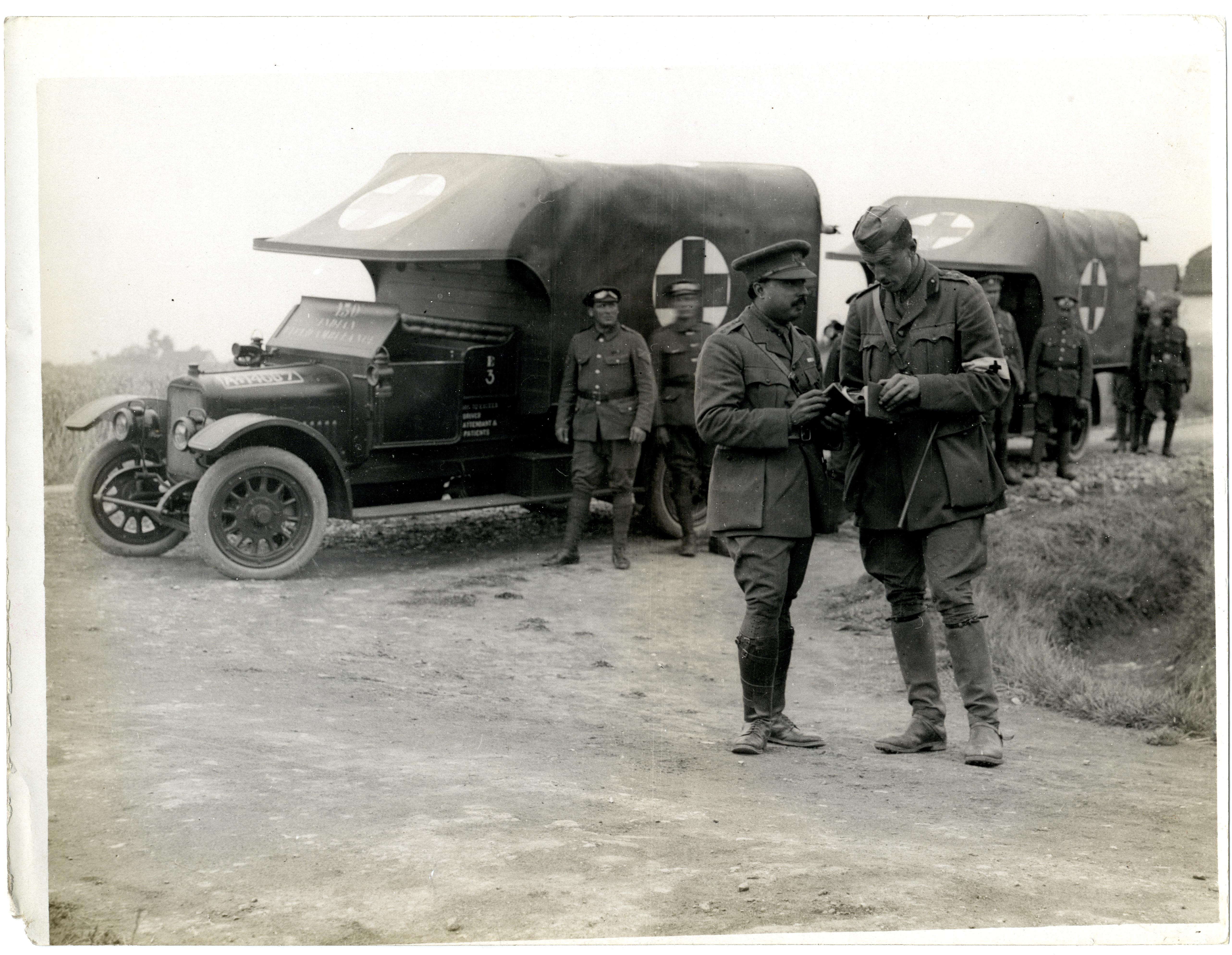
Махараджа Ранджит Сингх из Барвани (1888—1930) с машинами скорой помощи в Мервиле, Франция, во время Первой мировой войны

Княжество Барвани (хинди बड़वानी रियासत) — туземное княжество Британской Индии (в настоящее время — индийский штат Мадхья-Прадеш). Столица княжества — Барвани.

## История
Государство было основано в XI или XIV веке, в то время оно было известно как Авасгарх. Раны Авасгарха принадлежали к раджпутской династии Сисодия. Правители княжества утверждали, что они является потомком Баппы Раваля. Записи княжества утверждают, что Авасгархом правили 51 рана, однако существует мало информации об их именах или датах их правления. Парсан Сингх, 35-й рана Авасгарха, был разбит султаном Дели и взят в плен, рана согласился тайно принять ислам при условии, что он получит свои исконные земли обратно. Трое из потомков Парсана были мусульманами, хотя они следовали своим индуистским обычаям, раны в конечном счете обратились обратно в индуизм. 41-й рана Чандра Сингх перенес свою столицу в более безопасное место Барвани. Государство потеряло большую часть своей территории во время господства маратхов в XVII веке, однако никогда не становилось зависимым от какой-либо крупной державы .
При британском владычестве княжество Барвани было княжеством Бхопаварского Агентства, подразделения Центрального Индийского Агентства. Государство располагалось в Сатпурском хребте к югу от реки Нармада. Его площадь составляла 3051 км2 (1178 кв. миль), а население в 1901 году составляло 76 136 человек. Средний доход государства составлял 400 000 рупий. Жители были преимущественно из племени бхил. Леса находились в ведении британских чиновников.
После обретения Индией независимости в 1948 году рана Барвани присоединился к Индийскому союзу, и Барвани стал частью района Нимар штата Мадхья-Бхарат. Мадхья-Бхарат был объединен в штат Мадхья-Прадеш 1 ноября 1956 года.

## Правители
Княжество Барвани получило от британских властей право на 11-пушечный салют. Правителями государства, чьим титулом была рана, были раджпуты клана Сисодия, происходившие из правящей династии Удайпура.

### Раны
- 1675—1700: Джодх Сингх (? — 1700)
- 1700—1708: Парбат Сингх (? — 1708)
- 1708—1730: Мохан Сингх I (? — 1730)
- 1730—1760: Ануп Сингх (? — 1760)
- 1760—1794: Умед Сингх (? — 1794)
- 1794—1839: Мохан Сингх II (? — 1839)
- 1839—1861: Джашвант Сингх (1-й раз) (? — 1880)
- 1861—1873: княжеский престол пустовал
- 1873—1880: Джашвант Сингх (2-й раз) (? — 1880)
- 15 августа 1880—1894: Индраджит Сингх (? — 1894)
- 14 декабря 1894 — 21 апреля 1930: Ранджит Сингх (1888—1930)
- 21 апреля 1930 — 15 августа 1947: Деви Сахиб Сингхджи (1922—2007)